# Treblinka (förintelseläger)
Treblinka var ett nazityskt förintelseläger under andra världskriget, verksamt från den 23 juli 1942 till den 19 oktober 1943. Det inrättades vid den polska orten med samma namn (cirka 270 invånare), i Masoviens vojvodskap i östra Polen.

## Historia

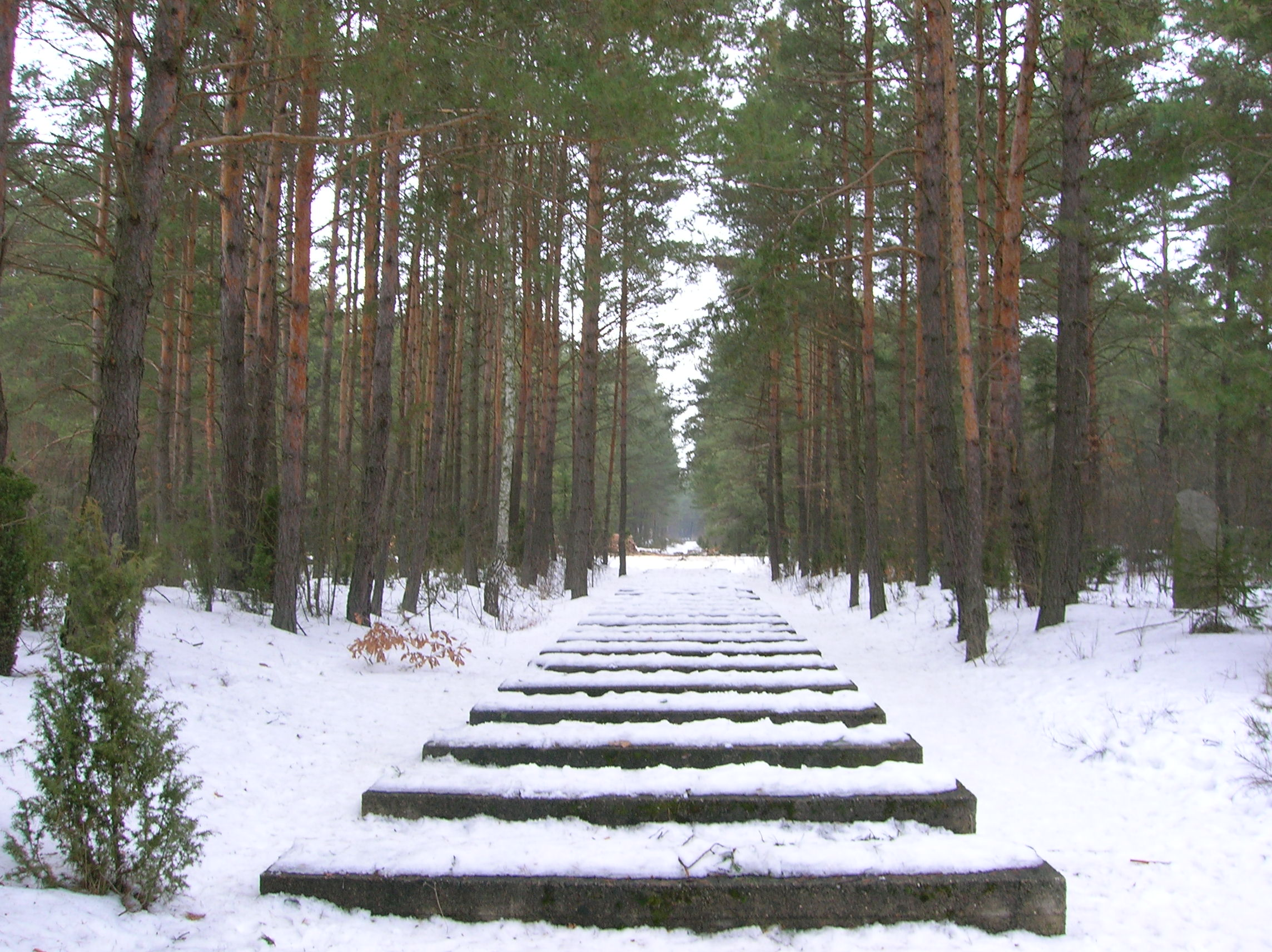
Betongsyllar har placerats där järnvägsspåret i Treblinka en gång fanns.

Reichsführer-SS Heinrich Himmler gav den 17 april 1942 en muntlig order till SS- och polischefen i distriktet Warschau i Generalguvernementet, Arpad Wigand, att uppföra förintelselägret Treblinka. Tillsammans med två andra läger, Bełżec och Sobibór, ingick Treblinka i Operation Reinhard, uppkallad efter Obergruppenführer Reinhard Heydrich och syftade till att förinta Generalguvernementets judiska befolkning. Till skillnad från läger som till exempel Auschwitz-Birkenau, där man använde Zyklon B vid gasningar, använde man sig i dessa tre läger av kolmonoxid från dieselmotorer. Man beräknar att mellan 870 000 och 925 000 judar mötte döden i Treblinka.
Byggverksamheten inleddes i slutet av maj 1942 och leddes av SS-Obersturmführer Richard Thomalla. Lägret hade initialt tre gaskammare som var och en mätte 4 x 4 m med en höjd på 2,6 m. Gaskamrarnas utformning följde dem i Sobibór. Lägret omgärdades av ett taggtrådsstängsel med instuckna trädgrenar för att försvåra insyn. Treblinkas area var 600 x 400 m. I hörnen av denna rektangel uppfördes åtta meter höga vakttorn. Den 23 juli 1942 anlände de första transporterna från Warszawas getto. Lägerledningen märkte tämligen snart att tre gaskammare var för få för den mängd människor som deporterades till Treblinka. Från september till oktober 1942 uppfördes tio nya gaskammare, vilka var och en mätte 4 x 8 m. Dessa tio kammare rymde sammanlagt 3 800 personer.
Från juli 1942 till januari 1943 transporterades judar från Warszawa och distriktet Warszawa, från distrikten Radom och Lublin, från Bezirk Bialystok och Theresienstadt. Senare under 1943 anlände judar från Białystok, Bulgarien, Thrakien och Grekland.
Treblinka var verksamt till den 19 oktober 1943, då de kvarvarande fångarna sköts ihjäl. Kort därefter revs lägret och man försökte förinta samtliga spår.
Dr. Janusz Korczak, Stefania Wilczyńska samt nära 200 barn och lärare från Korczaks barnhem, deporterades den 5 augusti 1942 från Warszawas getto och mördades i Treblinka.

### Treblinka I
Treblinka I var ett tvångsarbetsläger och inrättades den 15 november 1941. Det ersatte ett provisoriskt läger instiftat tidigare under året av SS-Sturmbannführer Ernst Gramss. Till Treblinka I sändes fångar som gripits av Gestapo i Sokołów. Omkring 20 000 interner registrerades i Treblinka I. Omkring hälften av dessa avled av utmattning, svält och sjukdomar. De flesta fångarna arbetade 12- till 14-timmarsskift i ett 17 hektar stort stenbrott. Treblinka I försåg den tyska krigsinsatsen med byggnadsmaterial. Kommendant för lägret var Theodor van Eupen. En av vakterna, SS-Untersturmführer Franz Schwarz, dödade fångar med en hackyxa eller hammare. Treblinka I stängdes den 23 juli 1944.

### Treblinka II
Treblinka II (officiellt benämnt SS-Sonderkommando Treblinka) var indelat i tre sektioner: 1) administrativa lägret, 2) ankomstområdet och 3) förintelseområdet där gaskamrarna var belägna.
I sektion 1 fanns kommendantens kontor samt SS-männens och de ukrainska vakternas bostäder. Här fanns även kök, bageri, tvätteri, skrädderi och skomakeri samt snickeri och sjukstuga. Kurt Franz lät även inrätta ett litet zoo med rävar, påfåglar och rådjur.
Sektion 2 var ankomstområdet med ett järnvägsspår och en perrong med ett stationsur och falska destinationsskyltar. Bakom ett stängsel fanns två baracker för avklädning och tillvaratagande av pengar och värdesaker. Längre bort låg en militärsjukhusbyggnad, Lazarett, med ett rött kors målat på fasaden. Denna byggnad var dock ingalunda något sjukhus, utan en del av mordapparaten i Treblinka. I byggnaden beordrades offren att klä av sig och sätta sig vid en sju meter djup grop, där de sköts ihjäl med nackskott av Willi Mentz eller August Miete. Den senare kallades Malakh Ha-Mavet, "dödsängeln". Offren var i huvudsak äldre och funktionshindrade personer, men även barn.
Den tredje sektionen var själva förintelsesektionen, avskärmad med höga jordvallar. Från avklädningsbarackerna föstes de nakna männen och kvinnorna genom "der Schlauch" ("slangen"), en passage med höga taggtrådsstängsel, täckta med trädgrenar för att förhindra insyn. Denna gång kallades även för "Himmelstrasse" ("Vägen till himlen"). På motstående sida av gaskamrarna grävdes gigantiska massgravar, som mätte 50 x 25 x 10 m. I mars 1943 ersattes dessa massgravar successivt med kremeringsgropar.

## Förintelseprocessen
I de nazityska koncentrationslägren belägna i Tyskland, till exempel Buchenwald och Dachau, österrikiska Mauthausen, och i tyskockuperade territorier utnyttjades fångarna som tvångsarbetskraft. Förintelseläger som till exempel Treblinka, Bełżec och Sobibór hade endast en funktion: att ta död på dem som sändes dit. Treblinka var uppfört som ett transitläger för att inte väcka misstankar hos de ankommande. Vid ankomstområdet fanns tågtidtabeller, en falsk urtavla, destinationsorter, en biljettlucka och en stoppskylt med texten ”Ober-Majdan”. Majdan var namnet på en liten by, belägen 5 kilometer från lägret.

### Polska judar

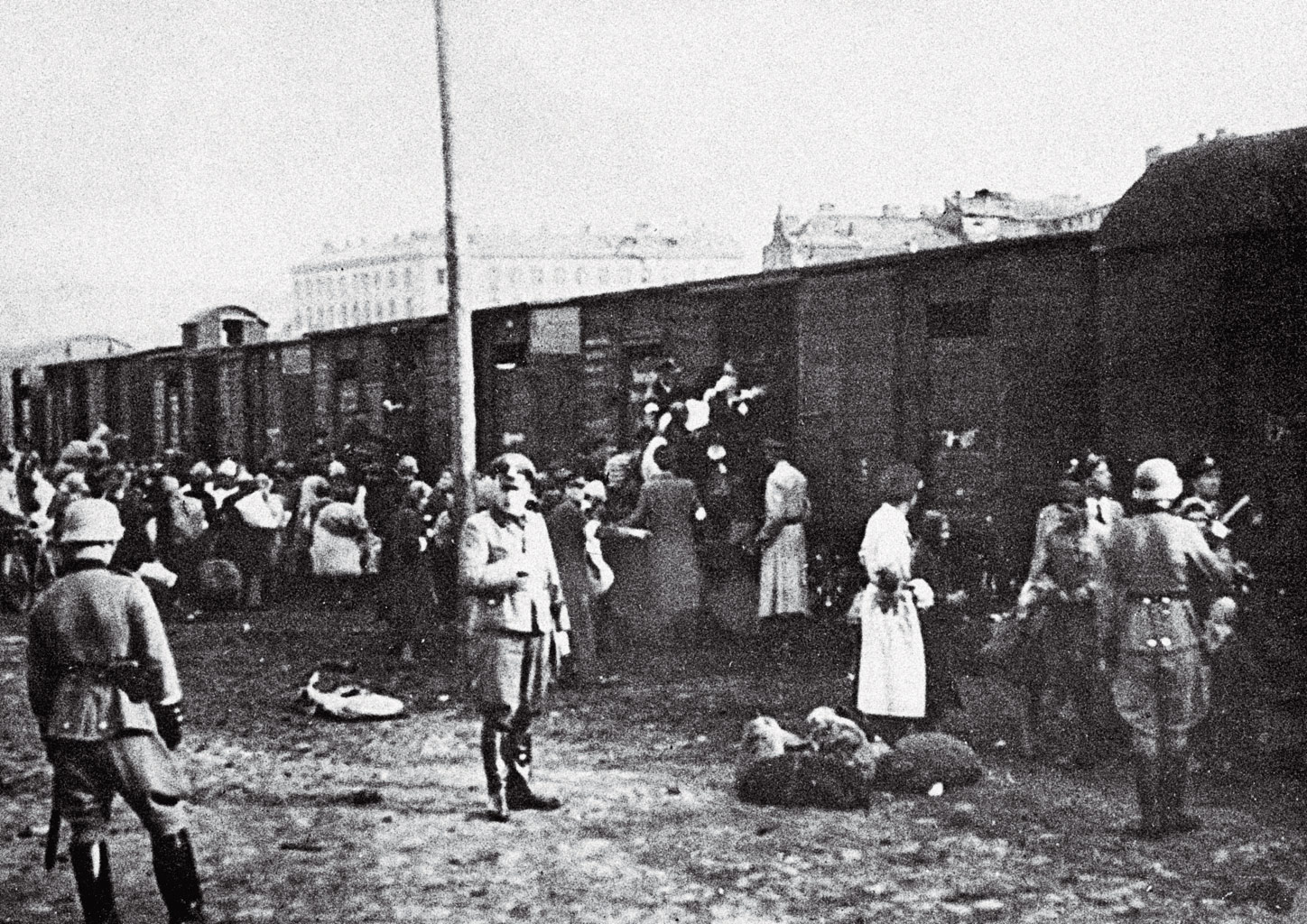
Judar tvingas ombord på godsvagnar vid Umschlagplatz i Warszawa 1942.

Den 22 juli 1942 inleddes massdeportationen av judar från Warszawas getto till Treblinka; den dagen transporterades 6 500 judar. Tidigare samma dag hade Hermann Höfle beordrat juderådet att dagligen välja ut omkring 6 000 judar för deportation. Treblinkas gaskammare togs i bruk dagen därpå. Från den 23 juli till den 28 augusti 1942 deporterades omkring 312 500 judar till Treblinka. Från Warszawas getto och distriktet Warschau deporterades 245 000 judar, från distriktet Radom 51 000 judar och från distriktet Lublin 16 500 judar. Tusentals fångar avled av utmattning, kvävning och törst i de överfulla godsvagnarna. Vid ankomstområdet togs de nyanlända emot av ett Sonderkommando och fördes omedelbart till avklädningsbarackerna, där de anmodades att lämna ifrån sig kläder, pengar och värdesaker. Därefter föstes de till gaskamrarna.

### Judar från tyskockuperade territorier
Från oktober 1942 till mars 1943 deporterades omkring 20 000 judar från Riksprotektoratet Böhmen-Mähren via Theresienstadt samt från bulgariskockuperade Thrakien, Makedonien och Pirot. Dessa judar anlände vanligtvis i personvagnar och hade med sig bagage och färdkost. Allt detta togs om hand av SS-män och transporterades till förrådsbaracker. Det frikopplade loket åkte tillbaka till Małkinia Górna för nästa tåglast. Under tiden tog sig de deporterade ut ur tågvagnarna. De judar som gjorde motstånd fördes till lägrets Lazarett och sköts ihjäl av bland andra Willi Mentz.

### Gaskamrarna
Efter avklädningen tvingades män, kvinnor och barn med piskor till gaskamrarna. Enligt vittnesmål från SS-män gasades männen först, medan kvinnor och barn väntade utanför. De kunde då höra hur männen skrek och blev medvetna om vad som väntade dem; detta ledde till panik, dödsångest och i vissa fall ofrivillig tarmtömning. Enligt Franz Stangl, kommendant i Treblinka från september 1942 till augusti 1943, kunde man döda 3 000 personer på tre timmar. Förintelseprocessen började tidigt på morgonen och kunde hålla på till sent på kvällen. Stangl vittnade om att Treblinka hade kapacitet att döda mellan 12 000 och 15 000 på 14 timmar. Enligt andra beräkningar hade Treblinka en kapacitet att döda upp till 25 000 personer per dygn.
Området där gaskamrarna var belägna var helt avskärmat från det övriga lägret. Gaskamrarnas innerväggar och tak var täckta med tjärpapp. Golven var försedda med plattor i galvaniserad plåt. De massiva trädörrarna tätades med gummi och hade utvändigt en tvärslå. Gasningen skedde med avgaser från en dieselmotor, installerad i ett särskilt rum.
I september 1942 uppfördes nya gaskammare i Treblinka, under ledning av Erwin Lambert. Ursprungligen hade Treblinka haft tre gaskammare; nu byggdes tio stycken, 8 gånger 4 meter stora. Franz Stangl övervakade arbetet och rekvirerade byggnadsmaterial från den närbelägna byn Małkinia Gorna. Man utökade även antalet motorer till två. Gaskamrarnas metalldörrar togs från sovjetiska militärbunkrar i området kring Białystok. Dessa dörrar var utrustade med en glasförsedd tittglugg, vilket gjorde det möjligt att betrakta förloppet under gasningen. Efter omkring 20–25 minuter öppnades dörrarna. Enligt Jankiel Wiernik, som överlevde Treblinka, kunde vissa döda kroppar fortfarande befinna sig i stående eller sittande ställning på grund av trängseln i kammaren. Döda mödrar höll sina livlösa barn i famnen. De med avföring och menstruationsblod täckta kropparna släpades ut ur kamrarna och särskilda arbetsjudar bände upp käkarna för att dra ut tänder med guldfyllningar.

### Kremering

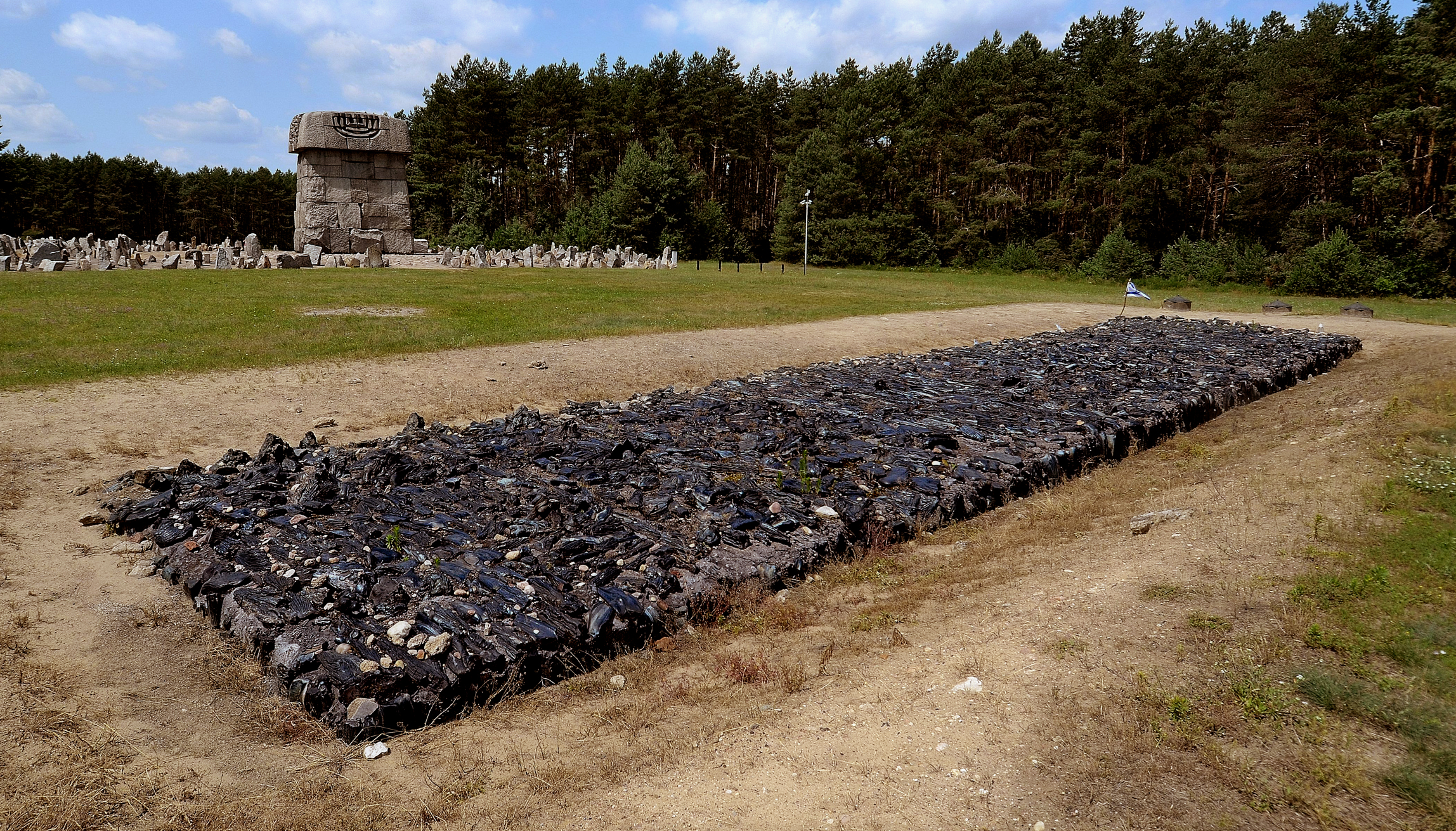
Ett monument i sten som skall efterlikna en av de kremeringsgropar där liken brändes.

I mars 1943 började man i Treblinka att kremera de mördades kroppar i stora gropar. Reichsführer-SS Heinrich Himmler hade beordrat att spåren efter massmordet skulle utplånas. Månaden därpå upptäckte retirerande tyska trupper massgravar i Katyn i närheten av Smolensk. Gravarna innehöll liken efter tusentals polska officerare, mördade av NKVD. Den nazistiska ledningen insåg då till fullo att massgravarna i bland annat Treblinka, Belzec och Sobibór en dag skulle upptäckas och vittna om det enorma massmordet. I Treblinka organiserades kremeringarna av SS-Oberscharführer Herbert Floss, som instruerade SS-vaktmanskapet att bränna liken på stora likbål. Rälsskenor användes som eldgaller som placerades på fyra betongpelare, var och en 75 centimeter hög. På gallret lades ett lager med kroppar och ett lager med trä och så vidare. Vid full kapacitet, då kremeringsgroparna brann dygnet runt, kunde man bränna omkring 12 000 kroppar samtidigt. Överlevaren Jankiel Wiernik beskriver likbålen:
| ” | Det var rena helvetet. På avstånd liknade det ett vulkanutbrott som bröt fram ur jorden och spydde ut flammor och lava. Allting slukades i dånet och kaoset. Om nätterna var röken, elden och hettan outhärdlig. [...] | „ |

## Organisation
Treblinkas vaktmanskap bestod av 20–25 tyska och österrikiska SS-män och 80–120 vakter. De senare, som var Volksdeutsche eller ukrainare, hade fått sin utbildning i lägret i Trawniki. Arbetssysslorna i Treblinka sköttes av judiska fångar. Den blå arbetsenheten tog hand om de ankommande tågen. De låste upp godsvagnarna, hjälpte ut människorna och bar ut dem som redan var döda. De tog ut resväskor och annan packning och rengjorde godsvagnarnas golv. Den röda enheten samlade ihop och sorterade pengar, värdesaker och andra ägodelar. Därefter lämnades dessa till den gula enheten, som hade i uppgift att ta vara på särskilt kostbara föremål och kläder. Denna enhet sprättade även bort judestjärnan från samtliga ytterplagg och avlägsna penningsedlar som hade sytts in i klädfodret. En enhet desinfekterade förrådsutrymmena och säckarna med tillvarataget kvinnohår. Guldenheten samlade ihop och räknade sedlar samt värderade guld och juveler. Dödsenheten transporterade de döda kropparna till massgravarna och kremering. De höll kremeringseldarna brinnande, krossade kvarvarande benbitar och samlade in askan för bortskaffande.
Fångarna hotades ständigt av misshandel eller avrättning. Självmord, särskilt bland de judar som arbetade vid gaskamrarna och kremeringsgroparna, var mycket vanligt. Enligt överlevaren Jankiel Wiernik kunde så många som femton till tjugo fångar ta livet av sig under en och samma dag.

## Fångupproret
I början av 1943 bildades en judisk motståndsgrupp i Treblinka med syfte att övermanna vakterna och därefter fly lägret. Man planerade att göra uppror den 15 juni 1943, men tidpunkten fick senareläggas på grund av en explosion i avklädningslokalen. Efter tyskarnas kväsande av upproret i Warszawas getto deporterades tillfångatagna rebeller till Treblinka. En av dem detonerade en handgranat, vilket fick SS att skärpa säkerheten. Samtidigt fortsatte kremeringen av lik oförtrutet. Under sommaren 1943 minskade antalet transporter till Treblinka och motståndsgruppen misstänkte att lägret skulle stängas och att de själva skulle gasas.
Den 2 augusti 1943 gjorde motståndsgruppen uppror, när en grupp SS-män och omkring fyrtio ukrainska vakter hade lämnat lägret för att bada i floden Bug. Först dyrkades dörren till vapenlagret upp och man stal ett flertal gevär, handgranater och pistoler. Därefter stacks några byggnader i brand. En grupp beväpnade judar forcerade lägrets huvudport, medan andra försökte klättra över stängslet. Av de 700 revoltörerna dödades omkring 500 av kulspruteeld. Av de 200 som lyckades fly överlevde endast 70. Dessa hade efter flykten fått kontakt med Armia Krajowa och togs om hand. Tre av dem som flydde från Treblinka var Samuel Willenberg, Chil Rajchman och Richard Glazar.

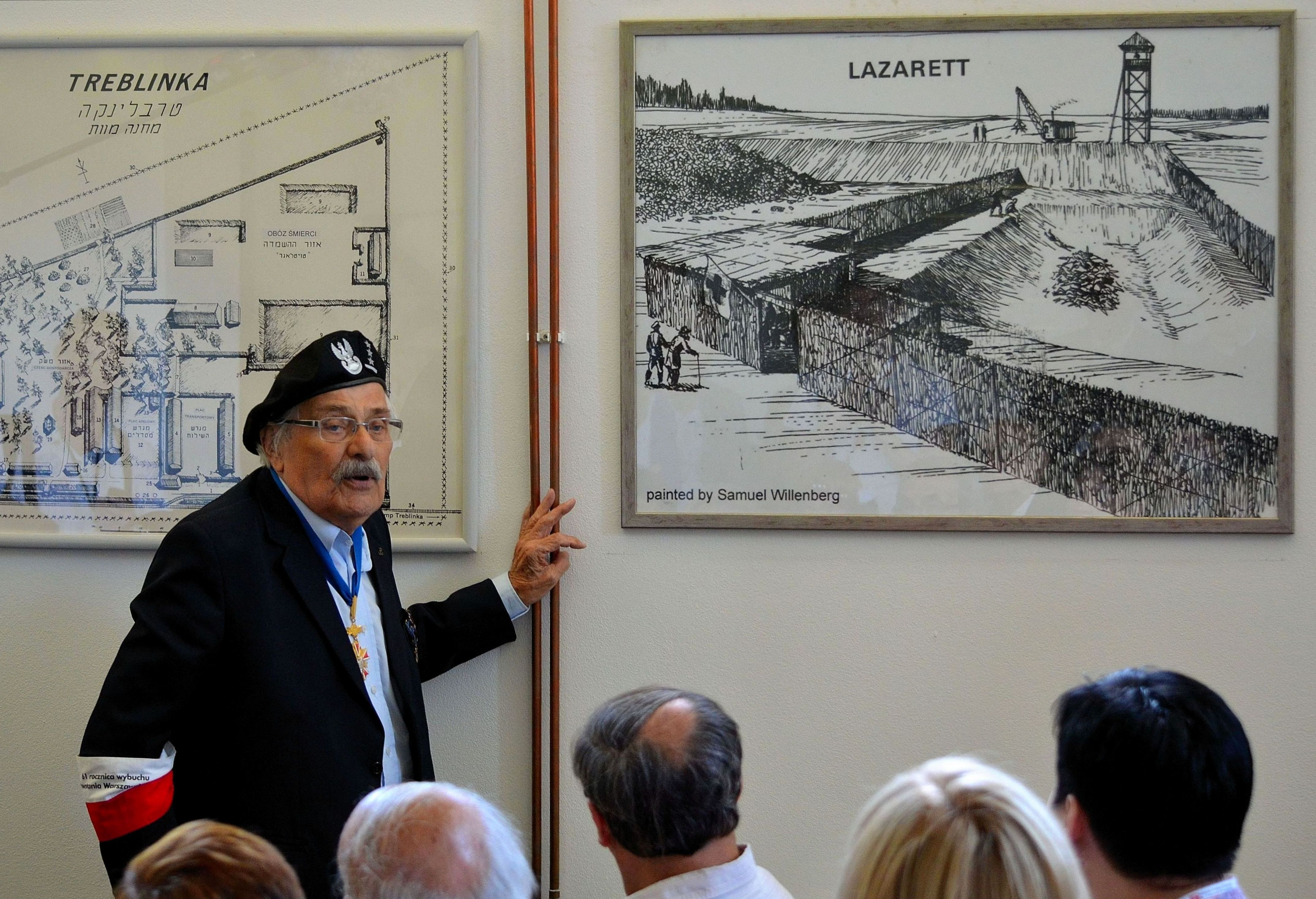
Överlevaren Samuel Willenberg förevisar sin teckning av Treblinka.

Trots upproret fortsatte verksamheten i Treblinka. Lägrets nye kommendant var Kurt Franz, som tidigare hade varit ställföreträdare för Franz Stangl. Lägret var efter revolten till stora delar förstört, men gaskamrarna var intakta. De sista transporterna med judar till Treblinka kom från Białystoks getto, där ett uppror hade ägt rum den 16 augusti 1943. Sjuttiosex godsvagnar anlände till Treblinka den 18 och den 19 augusti.
Den 19 oktober 1943 avslutades Operation Reinhard och Treblinka stängdes. Dagen därpå fördes de återstående judarna till Sobibór och gasades. De återstående byggnaderna och gaskamrarna förstördes. Med tegelstenarna från gaskamrarna uppfördes en lantgård på platsen. Man plöjde upp marken och planterade träd och lupiner. Personalen från Treblinka, Sobibór och Belzec kommenderades till Operationszone Adriatisches Küstenland i Italien för att där gripa och deportera italienska judar samt bekämpa partisaner.

## Kommendanter i Treblinka

### Irmfried Eberl
Irmfried Eberl utnämndes till Treblinkas förste kommendant den 11 juli 1942. Han var psykiater och ivrig förespråkare för Nazitysklands så kallade eutanasiprogram Aktion T4 inom vilket minst 70 000 personer med funktionsnedsättning och mental sjukdom mördades. Mellan 1939 och 1941 förestod Eberl ”eutanasiinstituten” (NS-Tötungsanstalte) i Brandenburg och Bernburg. Under hans befäl gasades cirka 18 000 personer ihjäl med kolmonoxid från dieselmotorer.
Under Eberls tid i Treblinka kunde inte dödsmaskineriet hantera samtliga ankommande judar. Gastillförseln i de tre gaskamrarna fallerade emellanåt, vilket innebar att SS-män istället fick arkebusera offren. Man hade heller inte tillräckligt med tid att begrava alla lik. Eberl förmådde inte få kontroll över situationen. Oskar Berger, som anlände till Treblinka den 22 augusti 1942, beskriver kaoset:
| ” | När vi steg av bevittnade vi något hemskt: hundratals kroppar som låg huller om buller. Högar av knyten, kläder, resväskor, allt i en enda röra. SS-soldater, tyskar och ukrainare stod på barackernas tak och sköt urskillningslöst in i folkmassan. Män, kvinnor och barn föll blödande ihop. Luften fylldes med skrik och gråt. De som inte skadades av skottlossningen tvingades in genom en öppen grind. Efter att ha behövt hoppa över döda och sårade kom de till en inhägnad öppen plats. | „ |

Den 26 augusti 1942 gjorde chefen för Operation Reinhard, Odilo Globocnik, ett besök i Treblinka tillsammans med Christian Wirth och dennes adjutant Josef Oberhauser. Eberl avskedades samma dag och ersattes med Franz Stangl.
Efter avskedet från Treblinka återkom Eberl för en kort tid till anstalten i Bernburg. Eberl greps av amerikanska trupper i andra världskrigets slutskede, men släpptes då de allierade myndigheterna inte kände till hans befäl i Treblinka. Med tiden kom myndigheterna Eberl på spåren och i januari 1948 arresteras han. En dryg månad senare hängde sig Eberl i sin cell i Ulm.

### Franz Stangl
Franz Stangl omorganiserade Treblinka och efter ett kort uppehåll återupptogs deportationerna från Warszawa och Radom. Han lät plantera blomsterrabatter vid sitt kontor och vid manskapets baracker. Om sin tid som kommendant sade Stangl bland annat följande:
| ” | Om jag skall vara ärlig, vande man sig vid det [...] människorna var kollin. Jag tror att det slog mig den dag jag för första gången såg Totenlager [förintelseområdet] i Treblinka. Jag minns Wirth som stod bredvid groparna med blå-svarta lik. [...] Det var en massa — en massa av ruttnande kött. Wirth sade ’Vad skall vi göra med detta avskräde?’ Jag tror att detta omedvetet fick mig att tänka på dem som kollin. [...] Jag såg dem sällan som individer. [...] | „ |

Stangl var Treblinkas kommendant från september 1942 till augusti 1943. Vid andra världskrigets slut dolde Stangl sin identitet och flydde 1951 till Brasilien. År 1967 lyckades Simon Wiesenthal och hans medhjälpare spåra upp Stangl. Han utlämnades till Västtyskland och ställdes inför rätta för folkmord på drygt 900 000 människor. Rättegången mot Stangl inleddes den 13 maj 1970. Den 22 december samma år dömdes han till livstids fängelse för medhjälp till mord på minst 400 000 personer. Stangl avled av hjärtsvikt i juni 1971.

### Kurt Franz
Efter fångupproret i augusti 1943 övertogs ledningen av Kurt Franz, som tidigare hade verkat inom Aktion T4. Av lägerfångarna fick Franz smeknamnet "Lalke" (jiddisch "docka"), eftersom han ansågs ha ett runt, nästan dockliknande ansikte. Franz framställs dock som den värste mördaren och sadisten i Treblinka. En av de få överlevande från Treblinka, den tjeckiske juden Richard Glazar, vittnade om hur Franz med nackskott brukade avrätta fångar i lägrets så kallade lasarett. Trots att det var strängt förbjudet att fotografera inne i Treblinka sammanställde Franz ett album med fotografier som han betitlade "Schöne Zeiten" ("Härliga tider").
I andra världskrigets slutskede greps Franz av amerikanska soldater men flydde. År 1964 ställdes Franz och tio andra lägervakter från Treblinka inför rätta i Düsseldorf åtalade för brott mot mänskligheten och delaktiga i massmord på 700 000 människor. Franz dömdes den 3 september 1965 till livstids fängelse som medansvarig för mord på minst 300 000 personer samt personligen skyldig till mord på 139 personer vid 35 tillfällen ("gemeinschaftlichen Mordes an mindestens 300000 Personen und wegen Mordes in 35 Fällen an mindestens 139 Personen"). I sin dom skriver rätten bland annat:
| ” | [Franz] är personligen skyldig till en större del av de strömmar av blod och tårar, som flöt i Treblinka. | „ |

Franz frisläpptes 1993 på grund av hälsoskäl. Han avled i Wuppertal 1998.

## Övrig personal i urval
- Max Biala
- Paul Bredow (1902–1945), SS-Unterscharführer
- Hermann Felfe (1902–1947), begick självmord i häktet
- Herbert Floss
- Erich Fuchs
- Siegfried Graetschus
- Lorenz Hackenholt
- Hans Hingst (född 1905), SS-Unterscharführer
- Josef Hirtreiter
- Otto Horn
- Erwin Kainer (även Kaina; 1910–1942), SS-Unterscharführer, vakt i Treblinka II, begick självmord
- Kurt Küttner
- Erwin Lambert
- Karl Emil Ludwig (1906–1963), SS-Scharführer
- Alfred Löffler (1904–1944), SS-Unterscharführer, vakt i Treblinka II, dödad av partisaner i Italien
- Heinrich Matthes
- Willi Mentz
- Hermann Michel
- August Wilhelm Miete
- Gustav Münzberger
- Willy Mätzig (1910–1993), SS-Oberscharführer
- Max Möller, SS-Unterscharführer
- Willi Post, SS-Unterscharführer
- Karl Pötzinger (1908–1944), SS-Scharführer
- Albert Rum
- Ernst Schemmel
- Karl Schiffner (född 1901), SS-Unterscharführer
- Fritz Schmidt
- Otto Stadie
- Ernst Stengelin
- Franz Suchomel

## Antalet offer
Det har gjorts olika beräkningar beträffande antalet offer i Treblinka. Beräkningarna gör gällande att alltifrån 800 000 till 1 200 000 människor mördades i Treblinka. Den polske löjtnanten Franciszek Ząbecki anställdes av Deutsche Reichsbahn som tågklarerare vid Treblinkas station. Han bevittnade samtliga transporter som anlände till Treblinka under förintelselägrets existens. Ząbecki var medlem av Armia Krajowa och förde noggranna anteckningar över transporterna till Treblinka. Enligt Ząbeckis uppskattningar dog 1 200 000 människor i lägret.
Den 31 december 1942 sände Hermann Höfle, ställföreträdande befälhavare för Operation Reinhard, ett telegram till Berlin. Enligt detta telegram hade officiellt 713 555 judar transporterats till Treblinka. Enligt Deutsche Reichsbahns officiella statistik fördes 780 863 människor till Treblinka.
Enligt United States Holocaust Memorial Museum mötte mellan 870 000 och 925 000 judar döden i Treblinka.

## Röda arméns ankomst

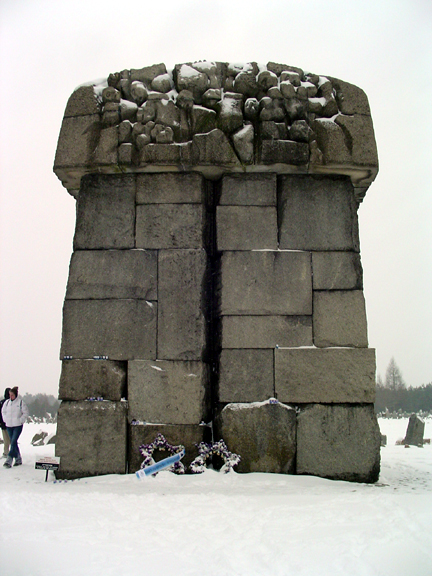
Treblinka-monumentet.

Röda armén anlände till Treblinka den 16 augusti 1944. Själva förintelseområdet hade då jämnats med marken. Enligt Vasilij Grossman, reporter och författare, var jorden full av små skelettbitar, tänder, pappersbitar, skor och hårtestar.
I september 1947 samlade studenter från en närbelägen skola ihop fragment från bland annat kranier och begravde dessa på en gravkulle. Två år senare bekostade staden Sokołów Podlaski ett nytt stängsel och en portbyggnad. I april 1958 invigdes Treblinka-monumentet, utfört av den polska skulptören Franciszek Duszeńko. I maj 1964 utropades Treblinka officiellt som en nationell minnesplats.
Judiska ledare och polska myndigheter förbjöd arkeologiska utgrävningar av Treblinka med hänvisning till griftefriden. År 2010 fick brittiska arkeologer tillstånd att företa en begränsad undersökning av jorden. Genom avancerad teknologi med bland annat georadar kunde man konstatera att rester av byggnadsgrunder fanns under jorden. De fortsatta undersökningarna ledde till upptäckten av tre massgravar samt rester efter gaskamrarna.

## Treblinkarättegångarna
Efter andra världskriget hölls tre rättegångar mot SS-män som hade varit verksamma i Treblinka. Vid den första år 1951 dömdes Josef Hirtreiter till livstids fängelse för bland annat medansvar för massmord. Vid den andra rättegången 1964-1965 dömdes bland andra Kurt Franz, Heinrich Matthes, August Miete och Willi Mentz till livstids fängelse. Den tredje rättegången hölls 1970 mot Franz Stangl, som dömdes till livstids fängelse efter att ha befunnits medansvarig för mord på minst 400 000 personer.